# Госпа од Будслава
Госпа из Будслава једна је од најпознатијих католичких икона Белорусије. Може се наћи у цркви Успења Блажене Девице Марије у селу Будславу. Главна прослава иконе одржава се сваке године 2. јула. Године 2018. ова манифестација уврштена је на Унескову листу нематеријалног културног наслеђа човечанства.

## Историја
Икону је направио непознати иконописац у 16. веку. То је био поклон војводи из Минска Јану Доминиковичу Пацу од папе Клемента VIII у част његовог преласка из калвинизма у католичанство 1598. године. Пац је икону чувао у палати Пац у Вилњусу. После смрти Паца, икона је прошла у руке капелана Исака Скалаја који је донео до села Даугинава. 1613. Скалај га је поклонио манастиру Бернардина у Будславу.
Икона је била позната по чудесним исцељењима која су описана у књизи игумана Е. Зјалевича Зодијак на земљи (1650). 1635. године, Госпа од Будслава је премештена на главни олтар на место иконе за посећивање. Прво чудо забележено је 1617. године - излечење слепила петогодишњег Јехошафата Тишкијевича, који је касније постао познати кармелићански свештеник. Истог дана Региналд Тишкијевич је излечен од епилепсије, која га је мучила седам година. Зјалевич је описао 42 чудесна опоравка и епизоду са Јаном Вронским, капетаном који је служио Јануша Кишког, великог хетмана и војводу из Полоцка. Рањеног капетана заробила је војска царске Русије 1632. године, али је могао безбедно да се врати због завета пред иконом, која је припадала његовом пријатељу Лукасу Владовском. Можда је то био разлог зашто је Јануш Кишка постао један од покровитеља камене цркве 1633–1643. Икони је додата риза у првој половини 17. века.
Године 1643. мајстор из Полоцка Андреј Кромер саградио је цркву Успења Блажене Девице Марије, за коју је Петер Грамел створио јединствени дрвени олтар, и где је постављена икона. Током руско-пољског рата (1654–1667), икона је привремено евакуисана у град Соколка (Бјалисток). Бернардини су промовисали култ иконе, а прештампавали су је с почетка 19. века. Након што су манастир 1859. године царске власти затвориле, популарност иконе је опала. Међутим, у Каталогу епархије из Вилне Будслав је уврштен међу десет цркава са чудотворним Госпиним иконама.
После распада Совјетског Савеза култ иконе се обновио. Почев од 1990. године, годишње ходочашће се одржава 2. јула. У периоду 1991–1992, икону је обновио Лукачевич. Папински нунциј надбискуп Доминик Хрушовски је 2. јула 1996. године упутио папину поруку којом се именије Госпа из Будслава као заштитница римско-католичке надбискупије Минск-Мохилев. Генерално, икона се такође сматра заштитницом Белорусије. Дана 2. јула 1998. године, икона је крунисана са папском круном од кардинала Казимира Свијатека.

## Прослава
Прослава иконе се одржава у селу Будслав, у Минској области. Од седамнаестог века, сваке године првог викенда у јулу, десетине хиљада ходочасника из целе Белорусије и других земаља долазило је у Будслав како би учествовало у прославама у част иконе Госпе од Будслава. Икона, заштитница белоруског народа, позната је по многим чудима, а Будслав је препознат као место где се, према легенди, Госпа указала верницима јула 1588. Елементи прославе укључују свештенике који дочекују ходочаснике, мисе, ноћ поворке са Иконом и свећама, молитвено бдење и молитве Богородици. Традиција је саставни део историје и културе локалне заједнице Будслав, која укључују људе свих старосних група и социјалног статуса. Привлачи читаве породице и вернике свих старосних група, што помаже у јачању међугенерацијских веза. Знање чувају и преносе локални становници, који су веома поносни на реликвију; показују ходочасницима топлу добродошлицу, позивајући их у своје домове да им поделе оброке. Ходочасници у посети Будславу сазнају све о локалној традиционалној култури, укључујући церемонију и локалне традиције попут заната, обичаја и кухиње.